# Campioni del mondo dei pesi massimi di pugilato
Qui viene mostrata la cronolista dei campioni del mondo di pugilato, nella categoria pesi massimi, riconosciuti dalle maggiori federazioni mondiali:
- World Boxing Association (WBA), fondata nel 1921 come National Boxing Association (NBA), poi così ridenominata dal 1962;
- World Boxing Council (WBC), fondata nel 1963;
- International Boxing Federation (IBF), fondata nel 1983;
- World Boxing Organization (WBO), fondata nel 1988;
- International Boxing Organization (IBO), fondata nel 1988.[1]

Importanti organizzazioni internazionali del passato sono state:
- International Boxing Union (IBU), fondata nel 1910, ridenominata European Boxing Union (EBU) nel 1946, e incorporata nella WBC dal 1963;
- New York State Athletic Commission (NYSAC), fondata nel 1920 e incorporata nella WBC dal 1970.

Fino al 1921, i campioni del mondo venivano sanciti tali per acclamazione dal pubblico, in quanto non esisteva alcun ente ufficiale a ciò preposto.
| ATTUALI CAMPIONI DEL MONDO DEI PESI MASSIMI | ATTUALI CAMPIONI DEL MONDO DEI PESI MASSIMI | ATTUALI CAMPIONI DEL MONDO DEI PESI MASSIMI | ATTUALI CAMPIONI DEL MONDO DEI PESI MASSIMI | ATTUALI CAMPIONI DEL MONDO DEI PESI MASSIMI | ATTUALI CAMPIONI DEL MONDO DEI PESI MASSIMI | ATTUALI CAMPIONI DEL MONDO DEI PESI MASSIMI | ATTUALI CAMPIONI DEL MONDO DEI PESI MASSIMI | ATTUALI CAMPIONI DEL MONDO DEI PESI MASSIMI | ATTUALI CAMPIONI DEL MONDO DEI PESI MASSIMI | ATTUALI CAMPIONI DEL MONDO DEI PESI MASSIMI | ATTUALI CAMPIONI DEL MONDO DEI PESI MASSIMI | ATTUALI CAMPIONI DEL MONDO DEI PESI MASSIMI                                                      |
| Cintura                                     | Regno                                       | Campione e nazionalità                      | Campione e nazionalità                      | Soprannome                                  | Nascita                                     | Altezza                                     | Estens.                                     | Carriera professionistica                   | Carriera professionistica                   | Carriera professionistica                   | Carriera professionistica                   | Note                                                                                             |
| ------------------------------------------- | ------------------------------------------- | ------------------------------------------- | ------------------------------------------- | ------------------------------------------- | ------------------------------------------- | ------------------------------------------- | ------------------------------------------- | ------------------------------------------- | ------------------------------------------- | ------------------------------------------- | ------------------------------------------- | ------------------------------------------------------------------------------------------------ |
| WBA "Super"                                 | dal 25/09/2021                              | Oleksandr Usyk                              | UKR                                         | The Cat                                     | 17/01/1987                                  | 1,91 m                                      | 198 cm                                      | 24V (15KO)                                  | 0S (0KO)                                    | 0P                                          | 0NC                                         | Mosca 2008 Baku 2011 Londra 2012 Fighter of the Year (2018, 2024) Campione assoluto (2024, 2025) |
| WBO                                         | dal 25/09/2021                              | Oleksandr Usyk                              | UKR                                         | The Cat                                     | 17/01/1987                                  | 1,91 m                                      | 198 cm                                      | 24V (15KO)                                  | 0S (0KO)                                    | 0P                                          | 0NC                                         | Mosca 2008 Baku 2011 Londra 2012 Fighter of the Year (2018, 2024) Campione assoluto (2024, 2025) |
| IBO                                         | dal 25/09/2021                              | Oleksandr Usyk                              | UKR                                         | The Cat                                     | 17/01/1987                                  | 1,91 m                                      | 198 cm                                      | 24V (15KO)                                  | 0S (0KO)                                    | 0P                                          | 0NC                                         | Mosca 2008 Baku 2011 Londra 2012 Fighter of the Year (2018, 2024) Campione assoluto (2024, 2025) |
| The Ring                                    | dal 20/08/2022                              | Oleksandr Usyk                              | UKR                                         | The Cat                                     | 17/01/1987                                  | 1,91 m                                      | 198 cm                                      | 24V (15KO)                                  | 0S (0KO)                                    | 0P                                          | 0NC                                         | Mosca 2008 Baku 2011 Londra 2012 Fighter of the Year (2018, 2024) Campione assoluto (2024, 2025) |
| WBC                                         | dal 18/05/2024                              | Oleksandr Usyk                              | UKR                                         | The Cat                                     | 17/01/1987                                  | 1,91 m                                      | 198 cm                                      | 24V (15KO)                                  | 0S (0KO)                                    | 0P                                          | 0NC                                         | Mosca 2008 Baku 2011 Londra 2012 Fighter of the Year (2018, 2024) Campione assoluto (2024, 2025) |
| Lineal                                      | dal 18/05/2024                              | Oleksandr Usyk                              | UKR                                         | The Cat                                     | 17/01/1987                                  | 1,91 m                                      | 198 cm                                      | 24V (15KO)                                  | 0S (0KO)                                    | 0P                                          | 0NC                                         | Mosca 2008 Baku 2011 Londra 2012 Fighter of the Year (2018, 2024) Campione assoluto (2024, 2025) |
| IBF                                         | dal 19/07/2025                              | Oleksandr Usyk                              | UKR                                         | The Cat                                     | 17/01/1987                                  | 1,91 m                                      | 198 cm                                      | 24V (15KO)                                  | 0S (0KO)                                    | 0P                                          | 0NC                                         | Mosca 2008 Baku 2011 Londra 2012 Fighter of the Year (2018, 2024) Campione assoluto (2024, 2025) |
| WBA                                         | dal 07/12/2024                              | Kubrat Pulev                                | BUL                                         | Cobra                                       | 04/05/1981                                  | 1,94 m                                      | 202 cm                                      | 32V (14KO)                                  | 3S (2KO)                                    | 0P                                          | 0NC                                         | Mianyang 2005                                                                                    |

(Legenda: V = Vittorie, S = Sconfitte, P = Pareggi, NC = No Contest, KO = prima del limite)
Ultimi incontri disputati validi per il titolo di campione del mondo dei pesi massimi:
| Titoli in palio                             | Data       | Luogo                                                                          | Campione | Risultato                                                           | Sfidante/Campione |
| ------------------------------------------- | ---------- | ------------------------------------------------------------------------------ | --- | ------------------------------------------------------------------- | --- |
| WBA "Super" WBO IBF IBO The Ring            | 26/08/2023 | Stadion Wroclaw Breslavia Polonia Promotori: Alexander Krassyuk, Frank Warren  | Oleksandr Usyk Ucraina "The Cat" WBA "Super" - WBO - IBF - IBO - The Ring 36 anni - guardia sinistra 100,2 kg - alt. 1,91 m - est. 198 cm 20V (13KO) - 0S (0KO) - 0P - 0NC          | V-KO ripresa 9/12 termine 0:48                                      | Daniel Dubois Regno Unito "Dynamite" WBA (versione regolare) 25 anni - guardia destra 105,8 kg - alt. 1,96 m - est. 198 cm 19V (18KO) - 1S (1KO) - 0P - 0NC                |
| WBA "Super" WBO IBF IBO The Ring            | 26/08/2023 | Arbitro                                                                        | Oleksandr Usyk Ucraina "The Cat" WBA "Super" - WBO - IBF - IBO - The Ring 36 anni - guardia sinistra 100,2 kg - alt. 1,91 m - est. 198 cm 20V (13KO) - 0S (0KO) - 0P - 0NC          | V-KO ripresa 9/12 termine 0:48                                      | Daniel Dubois Regno Unito "Dynamite" WBA (versione regolare) 25 anni - guardia destra 105,8 kg - alt. 1,96 m - est. 198 cm 19V (18KO) - 1S (1KO) - 0P - 0NC                |
| WBA "Super" WBO IBF IBO The Ring            | 26/08/2023 | Luis Pabon Porto Rico                                                          | Oleksandr Usyk Ucraina "The Cat" WBA "Super" - WBO - IBF - IBO - The Ring 36 anni - guardia sinistra 100,2 kg - alt. 1,91 m - est. 198 cm 20V (13KO) - 0S (0KO) - 0P - 0NC          | V-KO ripresa 9/12 termine 0:48                                      | Daniel Dubois Regno Unito "Dynamite" WBA (versione regolare) 25 anni - guardia destra 105,8 kg - alt. 1,96 m - est. 198 cm 19V (18KO) - 1S (1KO) - 0P - 0NC                |
| WBA "Super" WBC WBO IBF IBO The Ring Lineal | 18/05/2024 | Kingdom Arena Riad Arabia Saudita Promotori: Bob Arum, Frank Warren            | Tyson Fury Regno Unito "Gypsy King" WBC - Lineal 35 anni - guardia destra 118,8 kg - alt. 2,06 m - est. 216 cm 34V (24KO) - 0S (0KO) - 1P - 0NC                                     | S-DD ripresa 12/12 termine 3:00 cartellini: 113-114 114-113 112-115 | Oleksandr Usyk Ucraina "The Cat" WBA "Super" - WBO - IBF - IBO - The Ring 37 anni - guardia sinistra 101,4 kg - alt. 1,91 m - est. 198 cm 21V (14KO) - 0S (0KO) - 0P - 0NC |
| WBA "Super" WBC WBO IBF IBO The Ring Lineal | 18/05/2024 | Arbitro                                                                        | Tyson Fury Regno Unito "Gypsy King" WBC - Lineal 35 anni - guardia destra 118,8 kg - alt. 2,06 m - est. 216 cm 34V (24KO) - 0S (0KO) - 1P - 0NC                                     | S-DD ripresa 12/12 termine 3:00 cartellini: 113-114 114-113 112-115 | Oleksandr Usyk Ucraina "The Cat" WBA "Super" - WBO - IBF - IBO - The Ring 37 anni - guardia sinistra 101,4 kg - alt. 1,91 m - est. 198 cm 21V (14KO) - 0S (0KO) - 0P - 0NC |
| WBA "Super" WBC WBO IBF IBO The Ring Lineal | 18/05/2024 | Mark Nelson Stati Uniti                                                        | Tyson Fury Regno Unito "Gypsy King" WBC - Lineal 35 anni - guardia destra 118,8 kg - alt. 2,06 m - est. 216 cm 34V (24KO) - 0S (0KO) - 1P - 0NC                                     | S-DD ripresa 12/12 termine 3:00 cartellini: 113-114 114-113 112-115 | Oleksandr Usyk Ucraina "The Cat" WBA "Super" - WBO - IBF - IBO - The Ring 37 anni - guardia sinistra 101,4 kg - alt. 1,91 m - est. 198 cm 21V (14KO) - 0S (0KO) - 0P - 0NC |
| IBF                                         | 21/09/2024 | Wembley Stadium Londra Regno Unito Promotori: Frank Warren, Eddie Hearn        | Daniel Dubois Regno Unito "Dynamite" IBF 27 anni - guardia destra 112,7 kg - alt. 1,96 m - est. 198 cm 21V (20KO) - 2S (2KO) - 0P - 0NC                                             | V-KO ripresa 5/12 termine 0:59                                      | Anthony Joshua Regno Unito "AJ" Sfidante 34 anni - guardia destra 114,4 kg - alt. 1,98 m - est. 208 cm 28V (25KO) - 3S (1KO) - 0P - 0NC                                    |
| IBF                                         | 21/09/2024 | Arbitro                                                                        | Daniel Dubois Regno Unito "Dynamite" IBF 27 anni - guardia destra 112,7 kg - alt. 1,96 m - est. 198 cm 21V (20KO) - 2S (2KO) - 0P - 0NC                                             | V-KO ripresa 5/12 termine 0:59                                      | Anthony Joshua Regno Unito "AJ" Sfidante 34 anni - guardia destra 114,4 kg - alt. 1,98 m - est. 208 cm 28V (25KO) - 3S (1KO) - 0P - 0NC                                    |
| IBF                                         | 21/09/2024 | Marcus McDonnell Regno Unito                                                   | Daniel Dubois Regno Unito "Dynamite" IBF 27 anni - guardia destra 112,7 kg - alt. 1,96 m - est. 198 cm 21V (20KO) - 2S (2KO) - 0P - 0NC                                             | V-KO ripresa 5/12 termine 0:59                                      | Anthony Joshua Regno Unito "AJ" Sfidante 34 anni - guardia destra 114,4 kg - alt. 1,98 m - est. 208 cm 28V (25KO) - 3S (1KO) - 0P - 0NC                                    |
| WBA                                         | 07/12/2024 | Arena Armeec Sofia Bulgaria Promotori: Erol Ceylan, Ivaylo Gotzev              | Mahmoud Charr Siria "Diamond Boy" WBA (versione regolare) 40 anni - guardia destra 116,0 kg - alt. 1,92 m - est. 195 cm 34V (20KO) - 4S (3KO) - 0P - 0NC                            | S-DU ripresa 12/12 termine 3:00 cartellini: 111-117 112-116         | Kubrat Pulev Bulgaria "Cobra" Sfidante 43 anni - guardia destra 116,8 kg - alt. 1,94 m - est. 202 cm 31V (14KO) - 3S (2KO) - 0P - 0NC                                      |
| WBA                                         | 07/12/2024 | Arbitro                                                                        | Mahmoud Charr Siria "Diamond Boy" WBA (versione regolare) 40 anni - guardia destra 116,0 kg - alt. 1,92 m - est. 195 cm 34V (20KO) - 4S (3KO) - 0P - 0NC                            | S-DU ripresa 12/12 termine 3:00 cartellini: 111-117 112-116         | Kubrat Pulev Bulgaria "Cobra" Sfidante 43 anni - guardia destra 116,8 kg - alt. 1,94 m - est. 202 cm 31V (14KO) - 3S (2KO) - 0P - 0NC                                      |
| WBA                                         | 07/12/2024 | Jean Robert Laine Monaco                                                       | Mahmoud Charr Siria "Diamond Boy" WBA (versione regolare) 40 anni - guardia destra 116,0 kg - alt. 1,92 m - est. 195 cm 34V (20KO) - 4S (3KO) - 0P - 0NC                            | S-DU ripresa 12/12 termine 3:00 cartellini: 111-117 112-116         | Kubrat Pulev Bulgaria "Cobra" Sfidante 43 anni - guardia destra 116,8 kg - alt. 1,94 m - est. 202 cm 31V (14KO) - 3S (2KO) - 0P - 0NC                                      |
| WBA "Super" WBC WBO IBO The Ring Lineal     | 21/12/2024 | Kingdom Arena Riad Arabia Saudita Promotori: Alexander Krassyuk, Frank Warren  | Oleksandr Usyk Ucraina "The Cat" WBA "Super" - WBC - WBO - IBO - The Ring - Lineal 37 anni - guardia sinistra 102,5 kg - alt. 1,91 m - est. 198 cm 22V (14KO) - 0S (0KO) - 0P - 0NC | V-DU ripresa 12/12 termine 3:00 cartellini: 116-112                 | Tyson Fury Regno Unito "Gypsy King" Sfidante 36 anni - guardia destra 127,5 kg - alt. 2,06 m - est. 216 cm 34V (24KO) - 1S (0KO) - 1P - 0NC                                |
| WBA "Super" WBC WBO IBO The Ring Lineal     | 21/12/2024 | Arbitro                                                                        | Oleksandr Usyk Ucraina "The Cat" WBA "Super" - WBC - WBO - IBO - The Ring - Lineal 37 anni - guardia sinistra 102,5 kg - alt. 1,91 m - est. 198 cm 22V (14KO) - 0S (0KO) - 0P - 0NC | V-DU ripresa 12/12 termine 3:00 cartellini: 116-112                 | Tyson Fury Regno Unito "Gypsy King" Sfidante 36 anni - guardia destra 127,5 kg - alt. 2,06 m - est. 216 cm 34V (24KO) - 1S (0KO) - 1P - 0NC                                |
| WBA "Super" WBC WBO IBO The Ring Lineal     | 21/12/2024 | Roberto Ramirez Porto Rico                                                     | Oleksandr Usyk Ucraina "The Cat" WBA "Super" - WBC - WBO - IBO - The Ring - Lineal 37 anni - guardia sinistra 102,5 kg - alt. 1,91 m - est. 198 cm 22V (14KO) - 0S (0KO) - 0P - 0NC | V-DU ripresa 12/12 termine 3:00 cartellini: 116-112                 | Tyson Fury Regno Unito "Gypsy King" Sfidante 36 anni - guardia destra 127,5 kg - alt. 2,06 m - est. 216 cm 34V (24KO) - 1S (0KO) - 1P - 0NC                                |
| WBA "Super" WBC WBO IBF IBO The Ring Lineal | 19/07/2025 | Wembley Stadium Londra Regno Unito Promotori: Alexander Krassyuk, Frank Warren | Oleksandr Usyk Ucraina "The Cat" WBA "Super" - WBC - WBO - IBO - The Ring - Lineal 38 anni - guardia sinistra 103,1 kg - alt. 1,91 m - est. 198 cm 23V (14KO) - 0S (0KO) - 0P - 0NC | V-KO ripresa 5/12 termine 1:52                                      | Daniel Dubois Regno Unito "Dynamite" IBF 27 anni - guardia destra 110,5 kg - alt. 1,96 m - est. 198 cm 22V (21KO) - 2S (2KO) - 0P - 0NC                                    |
| WBA "Super" WBC WBO IBF IBO The Ring Lineal | 19/07/2025 | Arbitro                                                                        | Oleksandr Usyk Ucraina "The Cat" WBA "Super" - WBC - WBO - IBO - The Ring - Lineal 38 anni - guardia sinistra 103,1 kg - alt. 1,91 m - est. 198 cm 23V (14KO) - 0S (0KO) - 0P - 0NC | V-KO ripresa 5/12 termine 1:52                                      | Daniel Dubois Regno Unito "Dynamite" IBF 27 anni - guardia destra 110,5 kg - alt. 1,96 m - est. 198 cm 22V (21KO) - 2S (2KO) - 0P - 0NC                                    |
| WBA "Super" WBC WBO IBF IBO The Ring Lineal | 19/07/2025 | Michael Griffin Canada                                                         | Oleksandr Usyk Ucraina "The Cat" WBA "Super" - WBC - WBO - IBO - The Ring - Lineal 38 anni - guardia sinistra 103,1 kg - alt. 1,91 m - est. 198 cm 23V (14KO) - 0S (0KO) - 0P - 0NC | V-KO ripresa 5/12 termine 1:52                                      | Daniel Dubois Regno Unito "Dynamite" IBF 27 anni - guardia destra 110,5 kg - alt. 1,96 m - est. 198 cm 22V (21KO) - 2S (2KO) - 0P - 0NC                                    |

(Legenda: V = Vittoria, S = Sconfitta, KO = Knock Out, DD = Decisione Divisa, DU = Decisione Unanime)

## Campioni del mondo
| Ordine | Inizio regno | Fine regno    | Campione e nazionalità | Campione e nazionalità | Riconoscimento e numero di difese del titolo                                | Riconoscimento e numero di difese del titolo |
| --- | ------------ | ------------- | ---------------------- | ---------------------- | --------------------------------------------------------------------------- | -------------------------------------------- |
| 1° | 29 Ago 1885  | 7 Set 1892    | John Sullivan          | Stati Uniti            | Unanime - Lineal                                                            | 4                                            |
| Sullivan, battendo anche Dominick McCaffrey, venne unanimemente proclamato primo campione del mondo del pugilato moderno con uso obbligatorio di guantoni. |              |               |                        |                        |                                                                             |                                              |
| 2° | 7 Set 1892   | 17 Mar 1897   | James Corbett          | Stati Uniti            | Unanime - Lineal                                                            | 2                                            |
| 3° | 17 Mar 1897  | 9 Giu 1899    | Bob Fitzsimmons        | Regno Unito            | Unanime - Lineal                                                            | 1                                            |
| 4° | 9 Giu 1899   | 13 Mag 1905   | James Jeffries         | Stati Uniti            | Unanime - Lineal                                                            | 9                                            |
| Jeffries annunciò il suo ritiro, e dichiarò che il vincitore dell'incontro tra Marvin Hart e Jack Root sarebbe stato il suo successore. |              |               |                        |                        |                                                                             |                                              |
| 5° | 3 Lug 1905   | 23 Feb 1906   | Marvin Hart            | Stati Uniti            | Unanime - Lineal                                                            | 0                                            |
| 6° | 23 Feb 1906  | 26 Dic 1908   | Tommy Burns            | Canada                 | Unanime - Lineal                                                            | 13                                           |
| 7° | 26 Dic 1908  | 5 Apr 1915    | Jack Johnson           | Stati Uniti            | Unanime - Lineal                                                            | 9                                            |
| 8° | 5 Apr 1915   | 4 Lug 1919    | Jess Willard           | Stati Uniti            | Unanime - Lineal                                                            | 1                                            |
| 9° | 4 Lug 1919   | 2 Lug 1921    | Jack Dempsey           | Stati Uniti            | Unanime - Lineal                                                            | 3                                            |
| Dempsey, battendo anche Georges Carpentier, divenne il primo campione del mondo dei pesi massimi ufficialmente riconosciuto. |              |               |                        |                        |                                                                             |                                              |
| 9° | 2 Lug 1921   | 23 Set 1926   | Jack Dempsey           | Stati Uniti            | NBA - NYSAC - The Ring - Lineal (CAMPIONE ASSOLUTO)                         | 2                                            |
| 10° | 23 Set 1926  | 31 Lug 1928   | Gene Tunney            | Stati Uniti            | NBA - NYSAC - The Ring - Lineal (CAMPIONE ASSOLUTO)                         | 2                                            |
| Tunney annunciò il suo ritiro, lasciando il titolo vacante. |              |               |                        |                        |                                                                             |                                              |
| 11° | 12 Giu 1930  | 7 Gen 1931    | Max Schmeling          | Germania               | NBA - NYSAC - IBU - The Ring - Lineal (CAMPIONE ASSOLUTO)                   | 0                                            |
| La NYSAC destituì Schmeling per il suo rifiuto di reincontrare lo sfidante ufficiale Jack Sharkey, quest'ultimo poi vittorioso nella rivincita in seguito concessagli. |              |               |                        |                        |                                                                             |                                              |
| 11° | 7 Gen 1931   | 21 Giu 1932   | Max Schmeling          | Germania               | NBA - IBU - The Ring - Lineal                                               | 1                                            |
| 12° | 21 Giu 1932  | 29 Giu 1933   | Jack Sharkey           | Stati Uniti            | NBA - NYSAC - IBU - The Ring - Lineal (CAMPIONE ASSOLUTO)                   | 0                                            |
| 13° | 29 Giu 1933  | 14 Giu 1934   | Primo Carnera          | Italia                 | NBA - NYSAC - IBU - The Ring - Lineal (CAMPIONE ASSOLUTO)                   | 2                                            |
| 14° | 14 Giu 1934  | 13 Giu 1935   | Max Baer               | Stati Uniti            | NBA - NYSAC - IBU - The Ring - Lineal (CAMPIONE ASSOLUTO)                   | 0                                            |
| 15° | 13 Giu 1935  | 22 Giu 1937   | James Braddock         | Stati Uniti            | NBA - NYSAC - IBU - The Ring - Lineal (CAMPIONE ASSOLUTO)                   | 0                                            |
| 16° | 22 Giu 1937  | 1 Mar 1949    | Joe Louis              | Stati Uniti            | NBA - NYSAC - IBU - The Ring - Lineal (CAMPIONE ASSOLUTO)                   | 26                                           |
| Louis annunciò il suo ritiro, lasciando il titolo vacante. Con 26 incontri da campione, in 11 anni, 8 mesi e 8 giorni, quello di Louis rimane tuttora il regno più duraturo e maggiormente difeso nella storia dei pesi massimi. |              |               |                        |                        |                                                                             |                                              |
| 17° | 22 Giu 1949  | 27 Set 1950   | Ezzard Charles         | Stati Uniti            | NBA - Lineal                                                                | 4                                            |
| Charles conquistò il titolo, ma dalla NYSAC gli venne riconosciuto solo dopo aver battuto anche l'ex campione Louis, nel frattempo tornato in attività. |              |               |                        |                        |                                                                             |                                              |
| 18° | 6 Giu 1950   | 15 Giu 1951   | Lee Savold             | Stati Uniti            | EBU                                                                         | 0                                            |
| Dopo il ritiro di Louis nel marzo 1949, l'EBU annunciò una sfida per il maggio 1949 tra Lee Savold e Bruce Woodcock, che avrebbe dovuto decretare il nuovo campione del mondo. La NYSAC e il British Boxing Board of Control (BBBofC) avallarono l'iniziativa, ma il combattimento subì rinvii per oltre un anno a causa delle ferite riportate da Woodcock in un incidente d'auto, allora la NYSAC assegnò il proprio titolo a Charles, già detentore della corona NBA, nel frattempo vittorioso sull'ex campione Louis. L'incontro tra Savold e Woodcock, valido per il titolo EBU, ebbe poi finalmente luogo nel giugno 1950.                                                                                                  |              |               |                        |                        |                                                                             |                                              |
| 17° | 27 Set 1950  | 15 Giu 1951   | Ezzard Charles         | Stati Uniti            | NBA - NYSAC - The Ring - Lineal                                             | 4                                            |
| L'EBU destituì Savold, sconfitto dall'ex campione Louis in un non-title match, e trasferì il proprio titolo a Charles. |              |               |                        |                        |                                                                             |                                              |
| 17° | 15 Giu 1951  | 18 Lug 1951   | Ezzard Charles         | Stati Uniti            | NBA - NYSAC - EBU - The Ring - Lineal (CAMPIONE ASSOLUTO)                   | 0                                            |
| 19° | 18 Lug 1951  | 23 Set 1952   | Jersey Joe Walcott     | Stati Uniti            | NBA - NYSAC - EBU - The Ring - Lineal (CAMPIONE ASSOLUTO)                   | 1                                            |
| 20° | 23 Set 1952  | 27 Apr 1956   | Rocky Marciano         | Stati Uniti            | NBA - NYSAC - EBU - The Ring - Lineal (CAMPIONE ASSOLUTO)                   | 6                                            |
| Marciano annunciò il suo ritiro, lasciando il titolo vacante. È tuttora l'unico campione del mondo nella storia dei pesi massimi ad aver chiuso la carriera imbattuto, oltre che col record ancora insuperato di 87,76% vittorie per KO. |              |               |                        |                        |                                                                             |                                              |
| 21° | 30 Nov 1956  | 26 Giu 1959   | Floyd Patterson        | Stati Uniti            | NBA - NYSAC - EBU - The Ring - Lineal (CAMPIONE ASSOLUTO)                   | 4                                            |
| 22° | 26 Giu 1959  | 20 Giu 1960   | Ingemar Johansson      | Svezia                 | NBA - NYSAC - EBU - The Ring - Lineal (CAMPIONE ASSOLUTO)                   | 0                                            |
| 21°(II) | 20 Giu 1960  | 25 Set 1962   | Floyd Patterson        | Stati Uniti            | NBA - NYSAC - EBU - The Ring - Lineal (CAMPIONE ASSOLUTO)                   | 2                                            |
| 23° | 25 Set 1962  | 22 Lug 1963   | Sonny Liston           | Stati Uniti            | WBA - NYSAC - EBU - The Ring - Lineal (CAMPIONE ASSOLUTO)                   | 1                                            |
| Liston, battendo Floyd Patterson, divenne il primo campione del mondo WBA. |              |               |                        |                        |                                                                             |                                              |
| 23° | 22 Lug 1963  | 25 Feb 1964   | Sonny Liston           | Stati Uniti            | WBA - WBC - NYSAC - The Ring - Lineal (CAMPIONE ASSOLUTO)                   | 0                                            |
| Liston, battendo nuovamente Patterson nella rivincita, divenne anche il primo campione del mondo WBC. |              |               |                        |                        |                                                                             |                                              |
| 24° | 25 Feb 1964  | 19 Giu 1964   | Muhammad Ali           | Stati Uniti            | WBA - WBC - NYSAC - The Ring - Lineal (CAMPIONE ASSOLUTO)                   | 0                                            |
| La WBA destituì Ali per aver immediatamente accordato una rivincita a Liston, contro il regolamento della federazione. |              |               |                        |                        |                                                                             |                                              |
| 24° | 19 Giu 1964  | 6 Feb 1967    | Muhammad Ali           | Stati Uniti            | WBC - NYSAC - The Ring - Lineal                                             | 8                                            |
| 25° | 5 Mar 1965   | 6 Feb 1967    | Ernie Terrell          | Stati Uniti            | WBA                                                                         | 2                                            |
| 24° | 6 Feb 1967   | 29 Apr 1967   | Muhammad Ali           | Stati Uniti            | WBA - WBC - NYSAC - The Ring - Lineal (CAMPIONE ASSOLUTO)                   | 1                                            |
| La WBA destituì Ali per il suo rifiuto di prestare servizio militare durante la guerra in Vietnam. |              |               |                        |                        |                                                                             |                                              |
| 24° | 29 Apr 1967  | 9 Mag 1967    | Muhammad Ali           | Stati Uniti            | WBC - NYSAC - The Ring - Lineal                                             | 0                                            |
| La NYSAC destituì Ali per il suo rifiuto di prestare servizio militare durante la guerra in Vietnam. |              |               |                        |                        |                                                                             |                                              |
| 24° | 9 Mag 1967   | 11 Mar 1969   | Muhammad Ali           | Stati Uniti            | WBC (titolo in riesame) - The Ring - Lineal                                 | 0                                            |
| La WBC, per la stessa motivazione avanzata dalle WBA e NYSAC, destituì formalmente Ali l'11 marzo 1969, sebbene di fatto lo fosse già dal 9 maggio 1967. |              |               |                        |                        |                                                                             |                                              |
| 26° | 4 Mar 1968   | 16 Feb 1970   | Joe Frazier            | Stati Uniti            | NYSAC                                                                       | 5                                            |
| 27° | 27 Apr 1968  | 16 Feb 1970   | Jimmy Ellis            | Stati Uniti            | WBA                                                                         | 1                                            |
| 24° | 11 Mar 1969  | 3 Feb 1970    | Muhammad Ali           | Stati Uniti            | The Ring - Lineal                                                           | 0                                            |
| Ad Ali, per il suo rifiuto di prestare servizio militare durante la guerra in Vietnam, fu infine revocata anche la licenza sportiva per la pratica del pugilato professionistico, venendo quindi privato degli ultimi titoli mondiali di cui risultava ancora detentore. Di fatto, però, egli continuò ad essere considerato l'indiscusso campione del mondo. |              |               |                        |                        |                                                                             |                                              |
| 26° | 16 Feb 1970  | 8 Mar 1971    | Joe Frazier            | Stati Uniti            | WBA - WBC - Lineal (CAMPIONE ASSOLUTO)                                      | 2                                            |
| In seguito al riassetto delle federazioni, Frazier fu pienamente considerato campione del mondo solo quando vinse anche contro Ali, nel frattempo riabilitato al pugilato. |              |               |                        |                        |                                                                             |                                              |
| 26° | 8 Mar 1971   | 22 Gen 1973   | Joe Frazier            | Stati Uniti            | WBA - WBC - The Ring - Lineal (CAMPIONE ASSOLUTO)                           | 2                                            |
| 28° | 22 Gen 1973  | 30 Ott 1974   | George Foreman         | Stati Uniti            | WBA - WBC - The Ring - Lineal (CAMPIONE ASSOLUTO)                           | 2                                            |
| 24°(II) | 30 Ott 1974  | 15 Feb 1978   | Muhammad Ali           | Stati Uniti            | WBA - WBC - The Ring - Lineal (CAMPIONE ASSOLUTO)                           | 10                                           |
| 29° | 15 Feb 1978  | 18 Mar 1978   | Leon Spinks            | Stati Uniti            | WBA - WBC - The Ring - Lineal (CAMPIONE ASSOLUTO)                           | 0                                            |
| Spinks divenne campione del mondo al suo 8º incontro professionistico, a solo 1 anno e 1 mese dal debutto, la scalata in carriera più rapida nella storia dei pesi massimi. In seguito la WBC destituì Spinks per il suo rifiuto di incontrare lo sfidante ufficiale Ken Norton, al quale trasferì il proprio titolo. |              |               |                        |                        |                                                                             |                                              |
| 29° | 18 Mar 1978  | 15 Set 1978   | Leon Spinks            | Stati Uniti            | WBA - The Ring - Lineal                                                     | 0                                            |
| 30° | 18 Mar 1978  | 9 Giu 1978    | Ken Norton             | Stati Uniti            | WBC                                                                         | 0                                            |
| 31° | 9 Giu 1978   | 2 Ott 1980    | Larry Holmes           | Stati Uniti            | WBC                                                                         | 8                                            |
| 24°(III) | 15 Set 1978  | 27 Apr 1979   | Muhammad Ali           | Stati Uniti            | WBA - The Ring - Lineal                                                     | 0                                            |
| Ali rinunciò a difendere il titolo WBA, lasciandolo vacante, in cambio dell'accordo con il suo manager Don King di organizzare una sfida tra Larry Holmes (campione WBC) e John Tate (sfidante ufficiale WBA) per la riunificazione dei titoli, poi però l'incontro non si svolse e Ali risalì sul ring nell'ottobre 1980 contro Holmes per il solo titolo WBC. |              |               |                        |                        |                                                                             |                                              |
| 24°(III) | 27 Apr 1979  | 2 Ott 1980    | Muhammad Ali           | Stati Uniti            | The Ring - Lineal                                                           | 0                                            |
| Ali chiuse la carriera totalizzando 6 premi Fight of the Year (1963, 1964, 1971, 1974, 1975, 1978), 6 premi Fighter of the Year (1963, 1966, 1972, 1974, 1975, 1978), entrambi record tuttora ineguagliati nella storia del pugilato, e ottenendo 1 premio Fighter of the Decade (decade 1960-69), tuttora unico nella storia dei pesi massimi. Rimane inoltre l'unico campione del mondo dei pesi massimi ad aver conquistato per 3 volte il titolo The Ring e altrettante volte il titolo Lineal. |              |               |                        |                        |                                                                             |                                              |
| 32° | 20 Ott 1979  | 31 Mar 1980   | John Tate              | Stati Uniti            | WBA                                                                         | 0                                            |
| 33° | 31 Mar 1980  | 10 Dic 1982   | Mike Weaver            | Stati Uniti            | WBA                                                                         | 2                                            |
| 31° | 2 Ott 1980   | 25 Nov 1983   | Larry Holmes           | Stati Uniti            | WBC - The Ring - Lineal                                                     | 8                                            |
| Holmes rinunciò a difendere il titolo WBC, lasciandolo vacante, preferendo combattere per l'inedito titolo IBF. |              |               |                        |                        |                                                                             |                                              |
| 34° | 10 Dic 1982  | 23 Set 1983   | Michael Dokes          | Stati Uniti            | WBA                                                                         | 1                                            |
| 35° | 23 Set 1983  | 1 Dic 1984    | Gerrie Coetzee         | Sudafrica              | WBA                                                                         | 0                                            |
| 31° | 25 Nov 1983  | 21 Set 1985   | Larry Holmes           | Stati Uniti            | IBF - The Ring - Lineal                                                     | 3                                            |
| Holmes, battendo Marvis Frazier, divenne il primo campione del mondo IBF. |              |               |                        |                        |                                                                             |                                              |
| 36° | 9 Mar 1984   | 31 Ago 1984   | Tim Witherspoon        | Stati Uniti            | WBC                                                                         | 0                                            |
| 37° | 31 Ago 1984  | 22 Mar 1986   | Pinklon Thomas         | Stati Uniti            | WBC                                                                         | 1                                            |
| 38° | 1 Dic 1984   | 29 Apr 1985   | Greg Page              | Stati Uniti            | WBA                                                                         | 0                                            |
| 39° | 29 Apr 1985  | 17 Gen 1986   | Tony Tubbs             | Stati Uniti            | WBA                                                                         | 0                                            |
| 40° | 21 Set 1985  | 19 Feb 1987   | Michael Spinks         | Stati Uniti            | IBF - The Ring - Lineal                                                     | 2                                            |
| L'IBF destituì Spinks per il suo rifiuto di incontrare lo sfidante ufficiale. |              |               |                        |                        |                                                                             |                                              |
| 36°(II) | 17 Gen 1986  | 12 Dic 1986   | Tim Witherspoon        | Stati Uniti            | WBA                                                                         | 1                                            |
| 41° | 22 Mar 1986  | 22 Nov 1986   | Trevor Berbick         | Giamaica               | WBC                                                                         | 0                                            |
| 42° | 22 Nov 1986  | 7 Mar 1987    | Mike Tyson             | Stati Uniti            | WBC                                                                         | 1                                            |
| Tyson divenne, e tuttora risulta, il più giovane campione del mondo nella storia dei pesi massimi, all'età di soli 20 anni, 4 mesi e 22 giorni. |              |               |                        |                        |                                                                             |                                              |
| 43° | 12 Dic 1986  | 7 Mar 1987    | James Smith            | Stati Uniti            | WBA                                                                         | 0                                            |
| 40° | 19 Feb 1987  | 27 Giu 1988   | Michael Spinks         | Stati Uniti            | The Ring - Lineal                                                           | 1                                            |
| 42° | 7 Mar 1987   | 1 Ago 1987    | Mike Tyson             | Stati Uniti            | WBA - WBC                                                                   | 2                                            |
| 44° | 30 Mag 1987  | 1 Ago 1987    | Tony Tucker            | Stati Uniti            | IBF                                                                         | 0                                            |
| 42° | 1 Ago 1987   | 27 Giu 1988   | Mike Tyson             | Stati Uniti            | WBA - WBC - IBF (CAMPIONE ASSOLUTO)                                         | 4                                            |
| In appena 8 mesi Tyson conquistò tutte le corone mondiali dei pesi massimi di allora, rimanendo a lungo l'ultimo campione del mondo assoluto in senso totalizzante. Negli anni di dominio incontrastato di Tyson, le normative internazionali ridussero il numero massimo di riprese disputabili negli incontri di pugilato professionistico da 15 a 12, a maggior tutela della salute e talora perfino dell'incolumità degli atleti. La quarta difesa di Tyson, la sua prima con tutte le cinture federali in palio, vincente al settimo round contro Tyrell Biggs il 16 ottobre 1987 ad Atlantic City, fu l'ultimo incontro di livello mondiale combattuto sulla distanza prevista di 15 riprese nel panorama dei pesi massimi. |              |               |                        |                        |                                                                             |                                              |
| 42° | 27 Giu 1988  | 11 Feb 1990   | Mike Tyson             | Stati Uniti            | WBA - WBC - IBF - The Ring - Lineal (CAMPIONE ASSOLUTO)                     | 2                                            |
| 45° | 6 Mag 1989   | 11 Gen 1991   | Francesco Damiani      | Italia                 | WBO                                                                         | 3                                            |
| Damiani, battendo Johnny du Plooy, divenne il primo campione del mondo WBO. |              |               |                        |                        |                                                                             |                                              |
| 46° | 11 Feb 1990  | 25 Ott 1990   | James Douglas          | Stati Uniti            | WBA - WBC - IBF - Lineal (CAMPIONE ASSOLUTO)                                | 0                                            |
| 47° | 25 Ott 1990  | 13 Nov 1992   | Evander Holyfield      | Stati Uniti            | WBA - WBC - IBF - Lineal (CAMPIONE ASSOLUTO)                                | 3                                            |
| 48° | 11 Gen 1991  | 24 Dic 1991   | Ray Mercer             | Stati Uniti            | WBO                                                                         | 1                                            |
| La WBO destituì Mercer per il suo rifiuto di incontrare lo sfidante ufficiale. |              |               |                        |                        |                                                                             |                                              |
| 49° | 15 Mag 1992  | 13 Nov 1992   | Michael Moorer         | Stati Uniti            | WBO                                                                         | 0                                            |
| Moorer rinunciò a difendere il titolo WBO, lasciandolo vacante. |              |               |                        |                        |                                                                             |                                              |
| 50° | 13 Nov 1992  | 14 Dic 1992   | Riddick Bowe           | Stati Uniti            | WBA - WBC - IBF - Lineal (CAMPIONE ASSOLUTO)                                | 0                                            |
| La WBC destituì Bowe per il suo rifiuto di incontrare lo sfidante ufficiale Lennox Lewis, al quale trasferì il proprio titolo. |              |               |                        |                        |                                                                             |                                              |
| 37°(II) | 14 Nov 1992  | 29 Gen 1993   | Pinklon Thomas         | Stati Uniti            | IBO                                                                         | 0                                            |
| Thomas, battendo Craig Payne, divenne il primo campione del mondo IBO. In seguito l'IBO destituì Thomas, sconfitto da Lawrence Carter in un non-title match. |              |               |                        |                        |                                                                             |                                              |
| 50° | 14 Dic 1992  | 6 Nov 1993    | Riddick Bowe           | Stati Uniti            | WBA - IBF - Lineal                                                          | 2                                            |
| 51° | 14 Dic 1992  | 24 Set 1994   | Lennox Lewis           | Regno Unito            | WBC                                                                         | 3                                            |
| - | 23 Feb 1993  | 26 Mar 1993   | Lionel Butler          | Stati Uniti            | IBO                                                                         | 0                                            |
| L'IBO destituì Butler per positività ai controlli antidoping. |              |               |                        |                        |                                                                             |                                              |
| 52° | 7 Giu 1993   | 29 Ott 1993   | Tommy Morrison         | Stati Uniti            | WBO                                                                         | 1                                            |
| 53° | 29 Ott 1993  | 19 Mar 1994   | Michael Bentt          | Stati Uniti            | WBO                                                                         | 0                                            |
| 47°(II) | 6 Nov 1993   | 22 Apr 1994   | Evander Holyfield      | Stati Uniti            | WBA - IBF - Lineal                                                          | 0                                            |
| 54° | 19 Mar 1994  | 11 Mar 1995   | Herbie Hide            | Regno Unito            | WBO                                                                         | 0                                            |
| 49°(II) | 22 Apr 1994  | 5 Nov 1994    | Michael Moorer         | Stati Uniti            | WBA - IBF - Lineal                                                          | 0                                            |
| 55° | 4 Ago 1994   | 29 Ott 1994   | Danell Nicholson       | Stati Uniti            | IBO                                                                         | 0                                            |
| Nicholson rinunciò a difendere il titolo IBO, lasciandolo vacante. |              |               |                        |                        |                                                                             |                                              |
| 56° | 24 Set 1994  | 2 Set 1995    | Oliver McCall          | Stati Uniti            | WBC                                                                         | 1                                            |
| 57° | 29 Ott 1994  | 3 Ott 1995    | Jimmy Thunder          | Samoa                  | IBO                                                                         | 2                                            |
| Thunder rinunciò a difendere il titolo IBO, lasciandolo vacante. |              |               |                        |                        |                                                                             |                                              |
| 28°(II) | 5 Nov 1994   | 4 Mar 1995    | George Foreman         | Stati Uniti            | WBA - IBF - Lineal                                                          | 0                                            |
| La WBA destituì Foreman per il suo rifiuto di incontrare lo sfidante ufficiale. |              |               |                        |                        |                                                                             |                                              |
| 28°(II) | 4 Mar 1995   | 28 Giu 1995   | George Foreman         | Stati Uniti            | IBF - Lineal                                                                | 1                                            |
| L'IBF destituì Foreman per il suo rifiuto di reincontrare lo sfidante ufficiale. |              |               |                        |                        |                                                                             |                                              |
| 50°(II) | 11 Mar 1995  | 4 Nov 1995    | Riddick Bowe           | Stati Uniti            | WBO                                                                         | 1                                            |
| La WBO destituì Bowe per il suo rifiuto di incontrare lo sfidante ufficiale. |              |               |                        |                        |                                                                             |                                              |
| 58° | 8 Apr 1995   | 7 Set 1996    | Bruce Seldon           | Stati Uniti            | WBA                                                                         | 1                                            |
| 28°(II) | 28 Giu 1995  | 22 Nov 1997   | George Foreman         | Stati Uniti            | Lineal                                                                      | 2                                            |
| Foreman chiuse la carriera risultando tutt'oggi il più anziano campione del mondo nella storia dei pesi massimi, all'età di 48 anni, 10 mesi e 12 giorni. |              |               |                        |                        |                                                                             |                                              |
| 59° | 2 Set 1995   | 16 Mar 1996   | Frank Bruno            | Regno Unito            | WBC                                                                         | 0                                            |
| - | 9 Dic 1995   | 22 Giu 1996   | Francois Botha         | Sudafrica              | IBF                                                                         | 0                                            |
| L'IBF destituì Botha per positività ai controlli antidoping. |              |               |                        |                        |                                                                             |                                              |
| 60° | 12 Gen 1996  | 18 Giu 1999   | Brian Nielsen          | Danimarca              | IBO                                                                         | 25                                           |
| L'IBO destituì Nielsen, sconfitto da Dicky Ryan in un non-title match. |              |               |                        |                        |                                                                             |                                              |
| 42°(II) | 16 Mar 1996  | 7 Set 1996    | Mike Tyson             | Stati Uniti            | WBC                                                                         | 1                                            |
| 49°(III) | 22 Giu 1996  | 8 Nov 1997    | Michael Moorer         | Stati Uniti            | IBF                                                                         | 2                                            |
| 61° | 29 Giu 1996  | 17 Feb 1997   | Henry Akinwande        | Regno Unito            | WBO                                                                         | 2                                            |
| Akinwande rinunciò a difendere il titolo WBO, lasciandolo vacante. Con 218 cm di estensione, Akinwande rimane il campione del mondo dotato del maggior allungo nella storia del pugilato. |              |               |                        |                        |                                                                             |                                              |
| 42°(II) | 7 Set 1996   | 24 Set 1996   | Mike Tyson             | Stati Uniti            | WBA - WBC                                                                   | 0                                            |
| Tyson rinunciò a difendere il titolo WBC, lasciandolo vacante, preferendo incontrare prima lo sfidante ufficiale della WBA. |              |               |                        |                        |                                                                             |                                              |
| 42°(II) | 24 Set 1996  | 9 Nov 1996    | Mike Tyson             | Stati Uniti            | WBA                                                                         | 0                                            |
| 47°(III) | 9 Nov 1996   | 8 Nov 1997    | Evander Holyfield      | Stati Uniti            | WBA                                                                         | 2                                            |
| 51°(II) | 7 Feb 1997   | 28 Mar 1998   | Lennox Lewis           | Regno Unito            | WBC                                                                         | 3                                            |
| 54°(II) | 28 Giu 1997  | 26 Giu 1999   | Herbie Hide            | Regno Unito            | WBO                                                                         | 2                                            |
| Hide il 18 aprile 1998, alla sua prima difesa del titolo, vinse contro Damon Reed per KO tecnico, fermando il cronometraggio ufficiale a 52 secondi dalla campana d'inizio, record di brevità per un incontro mondiale nella storia dei pesi massimi. |              |               |                        |                        |                                                                             |                                              |
| 47°(III) | 8 Nov 1997   | 13 Nov 1999   | Evander Holyfield      | Stati Uniti            | WBA - IBF                                                                   | 2                                            |
| 62° | 22 Nov 1997  | 28 Mar 1998   | Shannon Briggs         | Stati Uniti            | Lineal                                                                      | 0                                            |
| 51°(II) | 28 Mar 1998  | 13 Nov 1999   | Lennox Lewis           | Regno Unito            | WBC - Lineal                                                                | 3                                            |
| 63° | 26 Giu 1999  | 1 Apr 2000    | Vitali Klitschko       | Ucraina                | WBO                                                                         | 2                                            |
| 51°(II) | 13 Nov 1999  | 29 Apr 2000   | Lennox Lewis           | Regno Unito            | WBA - WBC - IBF - IBO - Lineal (CAMPIONE ASSOLUTO)                          | 0                                            |
| Lewis perse il titolo WBA in controversie legali contro l'organizzatore Don King, per aver accordato di incontrare prima lo sfidante ufficiale della WBC. |              |               |                        |                        |                                                                             |                                              |
| 64° | 1 Apr 2000   | 14 Ott 2000   | Chris Byrd             | Stati Uniti            | WBO                                                                         | 0                                            |
| 51°(II) | 29 Apr 2000  | 22 Apr 2001   | Lennox Lewis           | Regno Unito            | WBC - IBF - IBO - Lineal                                                    | 3                                            |
| 47°(IV) | 12 Ago 2000  | 3 Mar 2001    | Evander Holyfield      | Stati Uniti            | WBA                                                                         | 0                                            |
| Holyfield divenne, e tuttora risulta, l'unico pugile nella storia dei pesi massimi divenuto per 4 volte campione del mondo. |              |               |                        |                        |                                                                             |                                              |
| 65° | 14 Ott 2000  | 8 Mar 2003    | Wladimir Klitschko     | Ucraina                | WBO                                                                         | 5                                            |
| 66° | 3 Mar 2001   | 1 Mar 2003    | John Ruiz              | Stati Uniti            | WBA                                                                         | 2                                            |
| 67° | 22 Apr 2001  | 17 Nov 2001   | Hasim Rahman           | Stati Uniti            | WBC - IBF - IBO - Lineal                                                    | 0                                            |
| 51°(III) | 17 Nov 2001  | 8 Giu 2002    | Lennox Lewis           | Regno Unito            | WBC - IBF - IBO - Lineal                                                    | 1                                            |
| Lewis ottenne il titolo The Ring solo dopo aver battuto anche Mike Tyson, fino ad allora ultimo detentore di tale cintura. |              |               |                        |                        |                                                                             |                                              |
| 51°(III) | 8 Giu 2002   | 5 Set 2002    | Lennox Lewis           | Regno Unito            | WBC - IBF - IBO - The Ring - Lineal                                         | 0                                            |
| Lewis perse anche il titolo IBF in controversie legali contro l'organizzatore Don King, il quale mirava a un riassetto delle sfide per le contese dei titoli. |              |               |                        |                        |                                                                             |                                              |
| 51°(III) | 5 Set 2002   | 6 Feb 2004    | Lennox Lewis           | Regno Unito            | WBC - IBO - The Ring - Lineal                                               | 1                                            |
| Lewis annunciò il suo ritiro, lasciando i titoli vacanti, e rimanendo a lungo l'ultimo campione del mondo assoluto in termini federali. |              |               |                        |                        |                                                                             |                                              |
| 64°(II) | 14 Dic 2002  | 22 Apr 2006   | Chris Byrd             | Stati Uniti            | IBF                                                                         | 4                                            |
| 68° | 1 Mar 2003   | 20 Feb 2004   | Roy Jones Jr.          | Stati Uniti            | WBA                                                                         | 0                                            |
| Jones Jr. rinunciò a difendere il titolo WBA, lasciandolo vacante, per proseguire la propria carriera pugilistica nella categoria dei pesi medio-massimi. |              |               |                        |                        |                                                                             |                                              |
| 69° | 8 Mar 2003   | 9 Ott 2003    | Corrie Sanders         | Sudafrica              | WBO                                                                         | 0                                            |
| Sanders rinunciò a difendere il titolo WBO, lasciandolo vacante. |              |               |                        |                        |                                                                             |                                              |
| 66°(II) | 20 Feb 2004  | 30 Apr 2005   | John Ruiz              | Stati Uniti            | WBA                                                                         | 2                                            |
| Ruiz, battendo Hasim Rahman, dal 13 dicembre 2003 fino al passaggio di Jones Jr. ai pesi medio-massimi fu campione del mondo WBA ad interim. |              |               |                        |                        |                                                                             |                                              |
| 70° | 10 Apr 2004  | 1 Apr 2006    | Lamon Brewster         | Stati Uniti            | WBO                                                                         | 3                                            |
| Brewster il 21 maggio 2005, alla sua seconda difesa del titolo, replicò contro Andrew Golota il record di brevità per un incontro mondiale stabilito da Herbie Hide nel 1998. |              |               |                        |                        |                                                                             |                                              |
| 63°(II) | 24 Apr 2004  | 9 Nov 2005    | Vitali Klitschko       | Ucraina                | WBC - The Ring                                                              | 1                                            |
| Vitali Klitschko annunciò il suo ritiro, lasciando i titoli vacanti. |              |               |                        |                        |                                                                             |                                              |
| - | 30 Apr 2005  | 17 Mag 2005   | James Toney            | Stati Uniti            | WBA                                                                         | 0                                            |
| La WBA restituì il titolo a Ruiz per positività di Toney ai controlli antidoping. |              |               |                        |                        |                                                                             |                                              |
| 66°(II) | 17 Mag 2005  | 17 Dic 2005   | John Ruiz              | Stati Uniti            | WBA                                                                         | 0                                            |
| 67°(II) | 9 Nov 2005   | 12 Ago 2006   | Hasim Rahman           | Stati Uniti            | WBC                                                                         | 1                                            |
| Rahman, battendo Monte Barrett, dal 13 agosto 2005 fino al ritiro di Vitali Klitschko fu campione del mondo WBC ad interim. |              |               |                        |                        |                                                                             |                                              |
| 71° | 17 Dic 2005  | 14 Apr 2007   | Nikolay Valuev         | Russia                 | WBA                                                                         | 3                                            |
| Con 2,13 m di altezza, e circa 150 kg alla bilancia, Valuev rimane il campione del mondo di maggior statura e peso nella storia del pugilato. |              |               |                        |                        |                                                                             |                                              |
| 72° | 1 Apr 2006   | 4 Nov 2006    | Siarhei Liakhovich     | Bielorussia            | WBO                                                                         | 0                                            |
| 65°(II) | 22 Apr 2006  | 23 Feb 2008   | Wladimir Klitschko     | Ucraina                | IBF - IBO                                                                   | 4                                            |
| 73° | 12 Ago 2006  | 8 Mar 2008    | Oleg Maskaev           | Russia                 | WBC                                                                         | 1                                            |
| 62°(II) | 4 Nov 2006   | 2 Giu 2007    | Shannon Briggs         | Stati Uniti            | WBO                                                                         | 0                                            |
| Briggs chiuse la carriera totalizzando 37 incontri vinti per KO alla prima ripresa, il più alto numero di vittorie rapide nella storia dei pesi massimi. |              |               |                        |                        |                                                                             |                                              |
| 74° | 14 Apr 2007  | 18 Lug 2008   | Ruslan Chagaev         | Uzbekistan             | WBA                                                                         | 1                                            |
| La rivincita tra Chagaev e Valuev, prevista per il 5 luglio 2008, fu annullata per un grave infortunio riportato dall'uzbeco in allenamento. La WBA allora definì provvisoriamente Chagaev campione in recesso, e organizzò poi un incontro tra gli ultimi due ex campioni, Valuev e Ruiz, valido per il titolo WBA ad interim. |              |               |                        |                        |                                                                             |                                              |
| 75° | 2 Giu 2007   | 23 Feb 2008   | Sultan Ibragimov       | Russia                 | WBO                                                                         | 1                                            |
| 65°(II) | 23 Feb 2008  | 20 Giu 2009   | Wladimir Klitschko     | Ucraina                | WBO - IBF - IBO                                                             | 3                                            |
| 76° | 8 Mar 2008   | 11 Ott 2008   | Samuel Peter           | Nigeria                | WBC                                                                         | 0                                            |
| 74° | 18 Lug 2008  | 20 Giu 2009   | Ruslan Chagaev         | Uzbekistan             | WBA (titolo in recesso)                                                     | 1                                            |
| La WBA destituì Chagaev, tornato sul ring dopo la sua completa guarigione, per il suo rifiuto di incontrare il campione del mondo WBA ad interim. |              |               |                        |                        |                                                                             |                                              |
| 63°(III) | 11 Ott 2008  | 15 Dic 2013   | Vitali Klitschko       | Ucraina                | WBC                                                                         | 9                                            |
| Vitali Klitschko, nel frattempo tornato in attività, riannunciò il suo ritiro per dedicarsi completamente alla carriera politica, lasciando il titolo vacante. Durante questi anni i fratelli Vitali e Wladimir Klitschko dominarono la scena dei massimi, esigendo tuttavia di non affrontarsi mai per una riunificazione dei titoli mondiali. |              |               |                        |                        |                                                                             |                                              |
| 65°(II) | 20 Giu 2009  | 2 Lug 2011    | Wladimir Klitschko     | Ucraina                | WBO - IBF - IBO - The Ring - Lineal                                         | 3                                            |
| 71°(II) | 20 Giu 2009  | 7 Nov 2009    | Nikolay Valuev         | Russia                 | WBA                                                                         | 1                                            |
| Valuev il 30 agosto 2008 sconfisse Ruiz, ottenendo il titolo di campione del mondo WBA ad interim, poi definitivo a seguito del rifiuto di Chagaev. |              |               |                        |                        |                                                                             |                                              |
| 77° | 7 Nov 2009   | 2 Lug 2011    | David Haye             | Regno Unito            | WBA                                                                         | 2                                            |
| 65°(II) | 2 Lug 2011   | 28 Nov 2015   | Wladimir Klitschko     | Ucraina                | WBA "Super" - WBO - IBF - IBO - The Ring - Lineal                           | 8                                            |
| Klitschko, dopo la vittoria su Haye, fu incoronato Super Campione dalla WBA, una distinzione in caso di pluricampione di due o più delle maggiori federazioni mondiali. La WBA organizzò poi un incontro tra i primi due pugili della propria classifica corrente, Alexander Povetkin e l'ex campione Chagaev, valido per il titolo di campione regolare. |              |               |                        |                        |                                                                             |                                              |
| 78° | 27 Ago 2011  | 5 Ott 2013    | Alexander Povetkin     | Russia                 | WBA (versione regolare)                                                     | 4                                            |
| Povetkin, battuto da Klitschko, perse il titolo regolare WBA, rendendolo vacante poiché non riunificabile col titolo WBA "Super" detenuto da Klitschko. |              |               |                        |                        |                                                                             |                                              |
| 79° | 10 Mag 2014  | 17 Gen 2015   | Bermane Stiverne       | Canada                 | WBC                                                                         | 0                                            |
| 74°(II) | 6 Lug 2014   | 5 Mar 2016    | Ruslan Chagaev         | Uzbekistan             | WBA (versione regolare)                                                     | 1                                            |
| 80° | 17 Gen 2015  | 22 Feb 2020   | Deontay Wilder         | Stati Uniti            | WBC                                                                         | 10                                           |
| 81° | 28 Nov 2015  | 8 Dic 2015    | Tyson Fury             | Regno Unito            | WBA "Super" - WBO - IBF - IBO - The Ring - Lineal                           | 0                                            |
| L'IBF destituì Fury per aver immediatamente accordato una rivincita a Klitschko, invece di incontrare prima lo sfidante ufficiale dell'IBF. |              |               |                        |                        |                                                                             |                                              |
| 81° | 8 Dic 2015   | 12 Ott 2016   | Tyson Fury             | Regno Unito            | WBA "Super" - WBO - IBO - The Ring - Lineal                                 | 0                                            |
| Le WBA, WBO e IBO destituirono Fury per ripetuti rinvii della rivincita contro Klitschko, causati da infortuni in allenamento e problematiche personali. |              |               |                        |                        |                                                                             |                                              |
| 82° | 16 Gen 2016  | 9 Apr 2016    | Charles Martin         | Stati Uniti            | IBF                                                                         | 0                                            |
| - | 5 Mar 2016   | 12 Mag 2016   | Lucas Browne           | Australia              | WBA (versione regolare)                                                     | 0                                            |
| La WBA restituì il titolo regolare a Chagaev per positività di Browne ai controlli antidoping. |              |               |                        |                        |                                                                             |                                              |
| 83° | 9 Apr 2016   | 29 Apr 2017   | Anthony Joshua         | Regno Unito            | IBF                                                                         | 3                                            |
| 74°(II) | 12 Mag 2016  | 28 Lug 2016   | Ruslan Chagaev         | Uzbekistan             | WBA (versione regolare)                                                     | 0                                            |
| Chagaev annunciò il suo ritiro, lasciando il titolo vacante. |              |               |                        |                        |                                                                             |                                              |
| 81° | 12 Ott 2016  | 1 Feb 2018    | Tyson Fury             | Regno Unito            | The Ring - Lineal                                                           | 0                                            |
| A Fury fu revocata anche la cintura The Ring per eccessivo periodo di inattività. |              |               |                        |                        |                                                                             |                                              |
| 84° | 10 Dic 2016  | 31 Mar 2018   | Joseph Parker          | Nuova Zelanda          | WBO                                                                         | 2                                            |
| 83° | 29 Apr 2017  | 31 Mar 2018   | Anthony Joshua         | Regno Unito            | WBA "Super" - IBF - IBO                                                     | 2                                            |
| Klitschko chiuse la carriera con la sfida mondiale contro Joshua, incontro premiato Fight of the Year 2017, e totalizzando 12 anni esatti condotti da campione del mondo, più di ogni altro nella storia dei pesi massimi. |              |               |                        |                        |                                                                             |                                              |
| 85° | 25 Nov 2017  | 29 Gen 2021   | Mahmoud Charr          | Siria                  | WBA (versione regolare)                                                     | 0                                            |
| 81° | 1 Feb 2018   | 22 Feb 2020   | Tyson Fury             | Regno Unito            | Lineal                                                                      | 6                                            |
| 83° | 31 Mar 2018  | 1 Giu 2019    | Anthony Joshua         | Regno Unito            | WBA "Super" - WBO - IBF - IBO                                               | 1                                            |
| 86° | 1 Giu 2019   | 7 Dic 2019    | Andy Ruiz Jr.          | Stati Uniti            | WBA "Super" - WBO - IBF - IBO                                               | 0                                            |
| 83°(II) | 7 Dic 2019   | 25 Set 2021   | Anthony Joshua         | Regno Unito            | WBA "Super" - WBO - IBF - IBO                                               | 1                                            |
| 81° | 22 Feb 2020  | 13 Ago 2022   | Tyson Fury             | Regno Unito            | WBC - The Ring - Lineal                                                     | 2                                            |
| Fury divenne il primo campione del mondo nell'era del pugilato con 5 federazioni ad aver conquistato in carriera tutte le corone mondiali dei pesi massimi. |              |               |                        |                        |                                                                             |                                              |
| 85° | 29 Gen 2021  | 31 Dic 2021   | Mahmoud Charr          | Siria                  | WBA (titolo in recesso)                                                     | 1                                            |
| La difesa del titolo regolare WBA contro Trevor Bryan, prevista per il 29 gennaio 2021 in Florida, fu annullata per motivi burocratici legati al visto d'ingresso del siriano, idoneo per accedere negli Stati Uniti, ma non valido ai fini sportivi per combattimenti professionistici su suolo americano. La WBA allora definì provvisoriamente Charr campione in recesso, in attesa di una nuova data, e lo sostituì nella sfida contro Bryan con l'ex campione WBC Bermane Stiverne, da cui uscì vittorioso lo statunitense. Tuttavia in seguito la WBA destituì Charr per l'eccessivo protrarsi di problematiche di carattere burocratico, oltre che contrattuali, nel riorganizzare l'incontro con Bryan.                   |              |               |                        |                        |                                                                             |                                              |
| 87° | 29 Gen 2021  | 11 Giu 2022   | Trevor Bryan           | Stati Uniti            | WBA (versione regolare)                                                     | 1                                            |
| 88° | 25 Set 2021  | 20 Ago 2022   | Oleksandr Usyk         | Ucraina                | WBA "Super" - WBO - IBF - IBO                                               | 1                                            |
| 89° | 11 Giu 2022  | 26 Ago 2023   | Daniel Dubois          | Regno Unito            | WBA (versione regolare)                                                     | 1                                            |
| Dubois, battuto da Usyk, perse il titolo regolare WBA, non riunificabile col titolo WBA "Super" detenuto da Usyk, allorché la WBA rinominò Charr campione in recesso, decisione presa dalla federazione anche per appianare le controversie legali seguite alla sua precedente destituzione, ritenuta ingiusta e contestata dall'ex campione. |              |               |                        |                        |                                                                             |                                              |
| 81° | 13 Ago 2022  | 18 Mag 2024   | Tyson Fury             | Regno Unito            | WBC - Lineal                                                                | 1                                            |
| Fury annunciò il suo ritiro, lasciando i titoli vacanti. La cintura The Ring venne subito rimessa in palio nell'imminente rivincita mondiale di Usyk contro Joshua, mentre per i titoli WBC e Lineal i rispettivi enti attesero conferma scritta della decisione di ritirarsi dal campione britannico, il quale invece controannunciò la sua permanenza in attività. |              |               |                        |                        |                                                                             |                                              |
| 88° | 20 Ago 2022  | 18 Mag 2024   | Oleksandr Usyk         | Ucraina                | WBA "Super" - WBO - IBF - IBO - The Ring                                    | 2                                            |
| 85°(II) | 26 Ago 2023  | 7 Dic 2024    | Mahmoud Charr          | Siria                  | WBA (titolo in recesso)                                                     | 0                                            |
| 88° | 18 Mag 2024  | 26 Giu 2024   | Oleksandr Usyk         | Ucraina                | WBA "Super" - WBC - WBO - IBF - IBO - The Ring - Lineal (CAMPIONE ASSOLUTO) | 0                                            |
| Quasi 25 anni dopo Lennox Lewis in termini federali, e ben 36 anni dopo Mike Tyson anche in senso totalizzante, avendo conquistato pure entrambi i titoli non federali, Usyk divenne campione del mondo assoluto dei pesi massimi, il primo e tuttora unico nell'era del pugilato con 5 federazioni. |              |               |                        |                        |                                                                             |                                              |
| 88° | 26 Giu 2024  | 19 Lug 2025   | Oleksandr Usyk         | Ucraina                | WBA "Super" - WBC - WBO - IBO - The Ring - Lineal                           | 2                                            |
| Dubois il 1º giugno 2024 sconfisse Filip Hrgovic, ottenendo il titolo di campione del mondo IBF ad interim, poi definitivo a seguito della rinuncia di Usyk alla difesa del titolo IBF, e alla conseguente rinuncia al titolo di campione assoluto, preferendo dedicarsi alla preparazione per la rivincita contro Tyson Fury prevista dagli obblighi contrattuali. |              |               |                        |                        |                                                                             |                                              |
| 89°(II) | 26 Giu 2024  | 19 Lug 2025   | Daniel Dubois          | Regno Unito            | IBF                                                                         | 1                                            |
| 90° | 7 Dic 2024   | - in carica - | Kubrat Pulev           | Bulgaria               | WBA (versione regolare)                                                     | 0                                            |
| 88° | 19 Lug 2025  | - in carica - | Oleksandr Usyk         | Ucraina                | WBA "Super" - WBC - WBO - IBF - IBO - The Ring - Lineal (CAMPIONE ASSOLUTO) | 0                                            |
| Usyk, battendo Dubois pure nella rivincita da detentore del titolo IBF, divenne nuovamente campione del mondo assoluto dei pesi massimi. |              |               |                        |                        |                                                                             |                                              |

## Riconoscimenti
Le WBA, WBC e IBF hanno riconosciuto solo dal 2007 la WBO, da allora per fregiarsi del titolo di campione del mondo assoluto dei pesi massimi ("undisputed world heavyweight champion") un pugile deve detenere contemporaneamente tutte le quattro cinture di tali federazioni mondiali, l'IBO invece, sebbene di pari livello e prestigio, non è ancora universalmente riconosciuta. Vi è poi il The Ring, un titolo non federale bensì giornalistico, una storica cintura indipendente assegnata dall'omonima rivista specializzata, secondo propri criteri, al campione ritenuto migliore del momento, a prescindere da quali e quante delle maggiori federazioni esso risulti detentore delle corrispondenti corone mondiali. Con medesime autonomia e tradizione, infine, viene conferito il titolo Lineal, fino a metà 2018 gestito dal Transnational Boxing Rankings Board (TBRB), poi dal Lineal Boxing Championship (LBC), privilegiando i concetti di unicità, continuità e non destituibilità del campione (tranne nei casi di irregolarità, ritiro, decesso o cambio categoria), seguendo una linea di successione diretta, ossia determinata esclusivamente battendo il detentore. Ognuna di queste cinture è caratterizzata da una grande placca centrale dorata, di forma grossomodo circolare, recante il nome e lo stemma della federazione o dell'ente di appartenenza ed altre decorazioni, affiancata da altre placche più semplici e di minori dimensioni, utilizzate per incidervi scritte o per alloggiarvi le immagini di gloriosi predecessori, applicate su un corpo in cuoio di colore distintivo: nero per entrambe le versioni WBA (regolare e "Super"), verde chiaro per la WBC, marrone per la WBO, rosso per l'IBF, verde scuro per l'IBO, rosso/bianco/blu per quella The Ring, nero/oro per il titolo Lineal.